# شارع لارامبلا

خريطة شارع لارامبلا

لا رامبلا (النطق الكاتالاني: [ɫə rambɫə]) هو شارع في وسط برشلونة، له شعبية لدى السياح والسكان المحليين على حد سواء. تصطف على جانبيه الأشجار، وتمتد على مساحة 1.2 كيلومتر (0.75 ميل). لا رامبلا تكون مزدحمة، وخاصة في ذروة الموسم السياحي. شعبية الشارع لدى السياح قد أثرت على طبيعته، مع الانتقال إلى مقاهي الرصيف وأكشاك بيع التذكارات. عانى الشارع من وجود النشالين، وخاصة في الطرف الجنوبي. يقع شارع لا رامبلا قبالة «بلازا كاتالونيا» والرائدة في أسفل اليمين نحو الميناء والشاطئ، وستجد عازفي الشوارع، والكثير من الحانات والمطاعم وسوق بوكويريا بما يجلب الكثير من المتعة والبهجة. كما يقع شارع لا رامبلا بالقرب من الميناء التي توجد به أسواق محلية صغيرة الحجم وبها على الجبهات تذكارات من الرسامين.

## المشاهد
يزدحم الممشى المركزي الذي تصطف عليه الأشجار في لا رامبلا خلال النهار وحتى وقت متأخر من الليل. وتنعكس أصوله كمجرى مائي في تصميم الرصف، الذي يبدو أنها متموجة مثل الماء. وعلى طول الكورنيش توجد أكشاك لبيع الصحف والهدايا التذكارية، وأكشاك أخرى لبيع الزهور، كما يوجد تجار الشوارع وفناني الأداء ومقاهي وحانات الأرصفة. كما تقع العديد من المعالم البارزة داخل الكورنيش، بما في ذلك فسيفساء خوان ميرو ونافورة كاناليتيس ونقطة التقاء شعبية.
توجد على طول رامبلا المباني التاريخية مثل قصر فيرينا ومسرح ليسيو الذي يتم فيه عرض الأوبرا والباليه. يفتح سوق لا بوكوريا قبالة رامبلا، وهو واحد من أهم المعالم السياحية في المدينة، ويستضيف مجموعة متنوعة جدا من السلع.
يؤدي أحد الشوارع الجانبية، التي لا يتجاوز طوله بضعة أمتار، إلى الساحة الملكية (بالإسبانية Plaça Reial)، وهي ساحة يوجد بها أشجار النخيل والمباني ذات الطوابق التي تحتوي على العديد من الحانات والمطاعم، حيث يتجمع جامعو الطوابع والعملات في عطلات نهاية الأسبوع.

## الثقافة
لا رامبلا هو موقع للعديد من المؤسسات الثقافية في برشلونة، بما في ذلك:
- مسرح ليسيو الكبير (بالإسبانية Gran Teatre del Liceu)، أو ببساطة ليسيو، هو دار الأوبرا في برشلونة، افتتح في عام 1847.[5]
- المسرح الرئيسي (بالإسبانية أو الكاتولنية: Teatro Principal)، هو أقدم مسرح في برشلونة، تأسس في عام 1568 وأعيد بناؤه عدة مرات منذ ذلك الحين. نسخة محفوظة 19 مارس 2014 على موقع واي باك مشين.[6]
- مركز الفن سانتا مونيكا هو متحف عام للفن المعاصر يقع على الجانب رافال من رامبلا دي سانتا مونيكا، مع المعارض العادية للفنانين العالميين.[5]
- يستضيف قصر بالاو دي لا فيرينا (بالإسبانية Palacio de la Virreina)، وهو قصر الباروك، معارض المتاحف والأحداث الثقافية.[5]

في Pla de l'Os، يمكن العثور على فسيفساء الرصيف التي تم إنشاؤها في عام 1971 من قبل الفنان الشهير خوان ميرو.

## المواصلات
وضع النقل الأكثر وضوحا في لا رامبلا هو التدفق الكثيف من المشاة، الذين يستخدمون إلى حد كبير منطقة المشاة المركزية الواسعة. ويحيط بهذا الطريق طريقان خدمة ضيقان، يحيط بهما ممرات ضيقة للمشاة أمام المباني. على الرغم من طولها، لا يسمح للمركبات بعبور الممشى المركزي للمشاة.
خط L3 من مترو برشلونة يمتد تحت طول لا رامبلا، مع محطات في:
- كاتالونيا، الملاصقة مباشرة لكاتالونيا بلاسا، هي محطة تبادل رئيسية تخدمها العديد من خطوط المترو والضواحي.
- يخدم ليسيو، أمام دار الأوبرا ليسيو، القسم الأوسط من لا رامبلا.
- يقع دراساس بجوار الميناء بجوار مركز الفن سانتا مونيكا.

تعمل خطوط حافلات برشلونة الثلاثة على طول الطرق الخدمية التي تحيط بلا رامبلا خلال النهار (رقم 14 و59 و91) ، في حين تعمل ثلاث خدمات ليلية مختلفة أيضًا على طول لا رامبلا (رقم N9 وN12 وN15).

## معرض صور

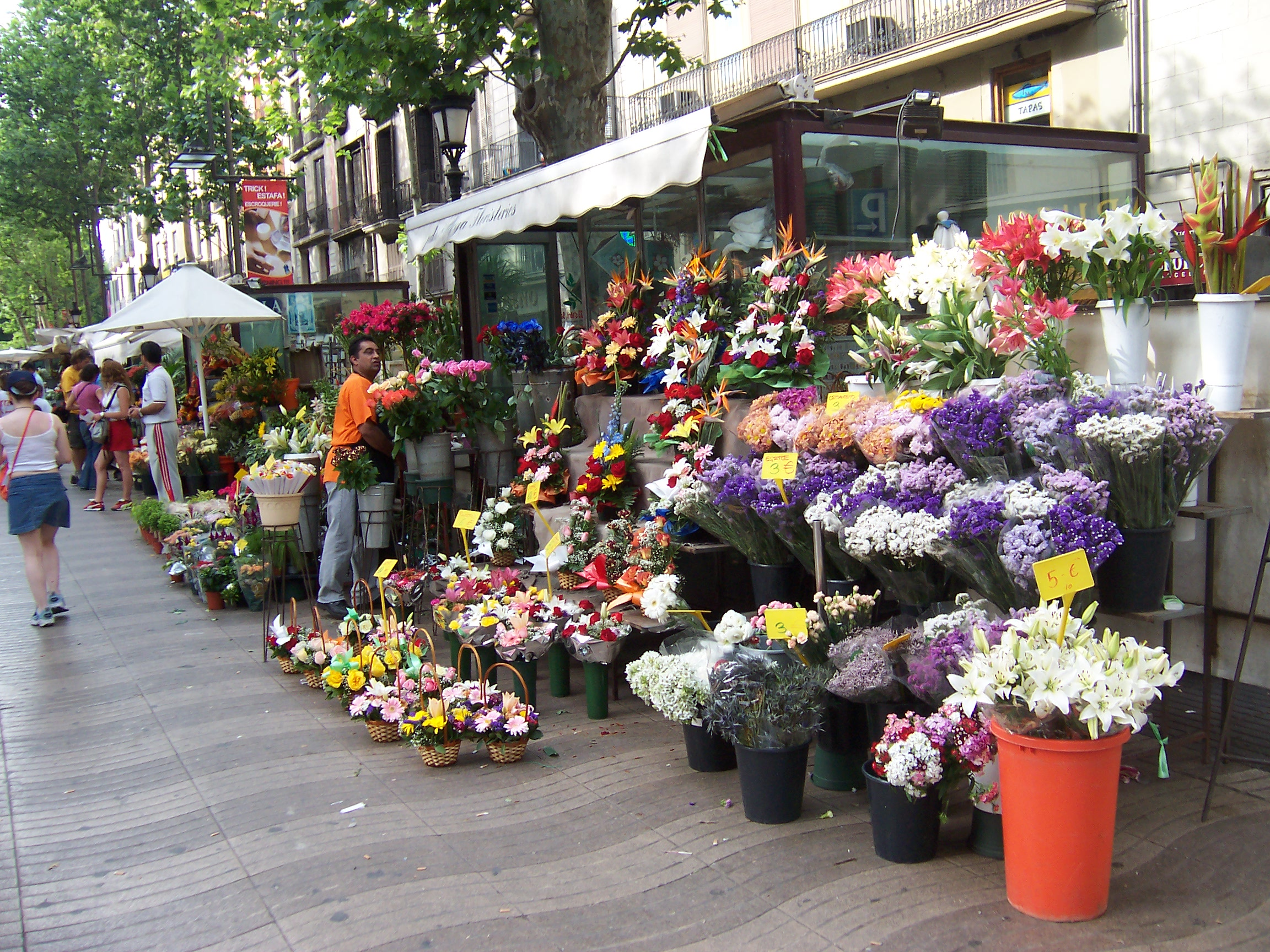
بائعو الزهور في لا رامبلا
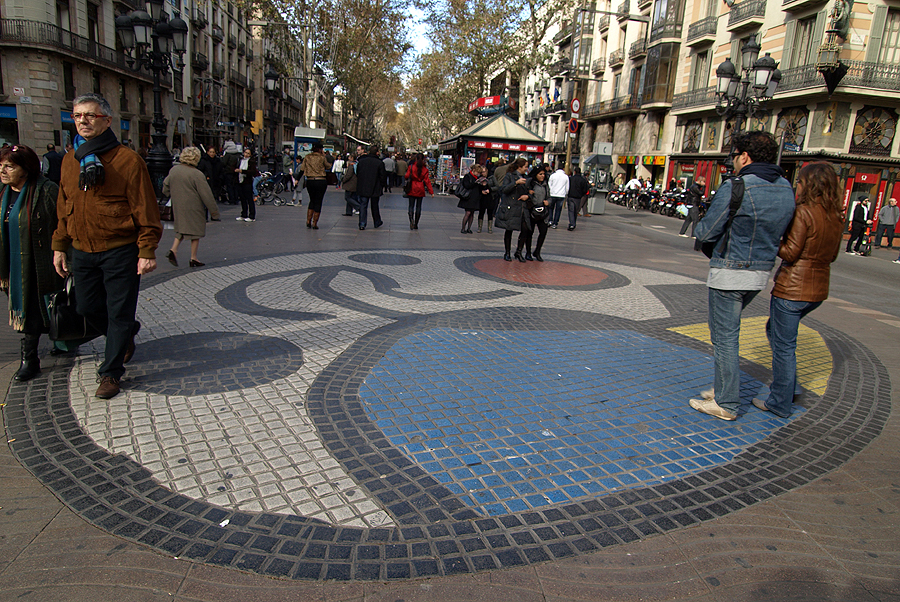
رصيف الفسيفساء للمصمم جوان ميرو في لا رامبلا
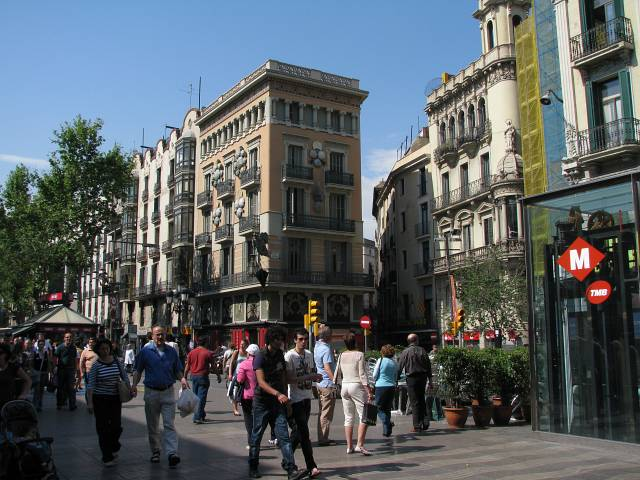
حركة المشاة ومدخل محطة مترو Liceu